# Криничанка (річка)
Криничанка (пол. Kryniczanka (dopływ Muszynki)) — гірська річка в Польщі, у Новосондецькому повіті Малопольського воєводства. Права притока Мушинки, (басейн Балтійського моря).

## Опис
Довжина річки 9,22 км, найкоротша відстань між витоком і гирлом — 7,69  км, коефіцієнт звивистості річки — 1,20 , площа басейну водозбору 43,3  км². Формується притоками, безіменними струмками та частково каналізована.

## Розташування
Бере початок на північно-західній околиці курортного міста Криниця-Здруй на висоті 740 м над рівнем моря. Тече переважно на південний захід і у селі Поврожніку впадає у річку Мушинку, праву притоку Попрада.

## Притоки
- Палениця, Чорний Потік (ліві); Щавичний Потік (права).[1]